# Avacyn Restored
Avacyn Restored is een uitbreidingsset van het ruilkaartspel Magic: The Gathering. De set is uitgebracht op 4 mei 2012 en bevat 244 zwartomrande kaarten. De uitbreidingsset is de derde set van de Innistrad-serie.